# Table des caractères Unicode (FF000-FFFFF)
Cette page contient des caractères spéciaux ou non latins. S’ils s’affichent mal (▯, ?, etc.), consultez la page d’aide Unicode.
Cette page décrit la liste des caractères Unicode codés de U+FF000 à U+FFFFF en hexadécimal (1 044 480 à 1 110 015 en décimal).

## Sous-ensembles
La liste suivante montre les sous-ensembles spécifiques de cette portion d’Unicode.
| Sous-ensemble                                            | Réservés | Réservés | Décimal   | Décimal   |
| Sous-ensemble                                            | Début    | Fin      | Début     | Fin       |
| -------------------------------------------------------- | -------- | -------- | --------- | --------- |
| Zone à usage privé supplémentaire A (Unicode 2.0)        | U+F0000  | U+FFFFD  | 983 040   | 1 048 573 |
| Spécial (non-caractères en fin de plan 15) (Unicode 2.0) | U+FFFFE  | U+FFFFF  | 1 048 574 | 1 048 575 |

## Liste

### Zone à usage privé supplémentaire A(Unicode 2.0)(Spécial, non-caractères en fin de plan 15)
| v · d · m | 0 | 1 | 2 | 3 | 4 | 5 | 6 | 7 | 8 | 9 | A | B | C | D | E | F |
| --------- | - | - | - | - | - | - | - | - | - | - | - | - | - | - | - | - |
| U+FFFF0   | 󿿰 | 󿿱 | 󿿲 | 󿿳 | 󿿴 | 󿿵 | 󿿶 | 󿿷 | 󿿸 | 󿿹 | 󿿺 | 󿿻 | 󿿼 | 󿿽 |   |   |